# Ćwiercie
Ćwiercie (dodatkowa nazwa w j. niem. Schwärze) – wieś w Polsce, położona w województwie opolskim, w powiecie krapkowickim, w gminie Walce. Historycznie leży na Górnym Śląsku, na ziemi prudnickiej. Położona jest w Kotlinie Raciborskiej, będącej częścią Niziny Śląskiej.
W latach 1945–1954 miejscowość należała do gminy Walce w powiecie prudnickim. W latach 1975–1998 miejscowość należała administracyjnie do ówczesnego województwa opolskiego.
Według danych na 2011 wieś była zamieszkana przez 54 osoby.

## Położenie
Wieś znajduje się przy drodze z Kromołowa do Rozkochowa.

## Nazwa
Miejscowość miała w swej historii kilka nazw, takich jak: Ćwierci, Ćwiercice, Schwärze,

## Historia

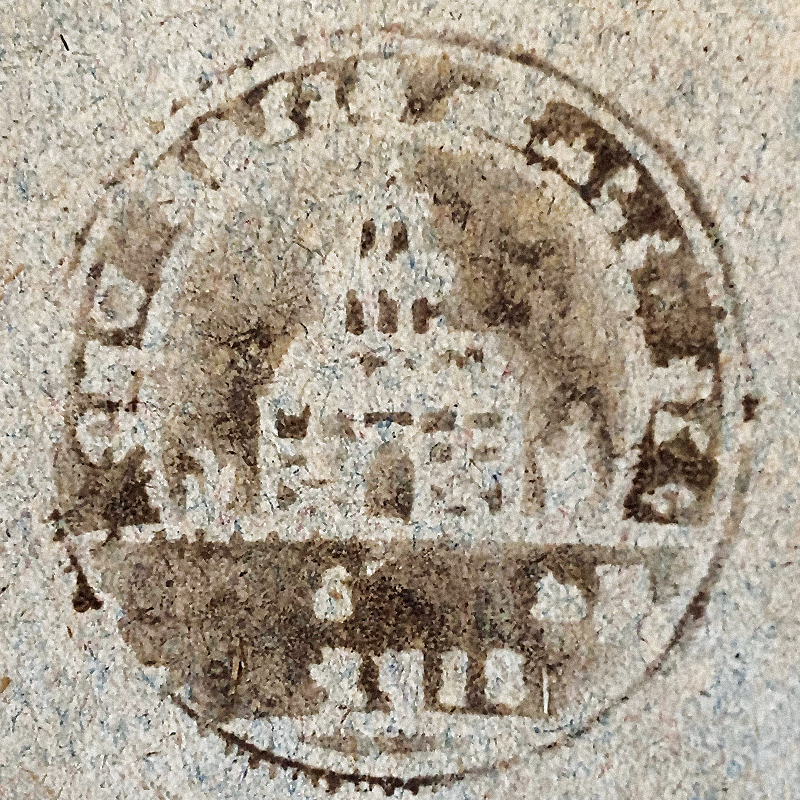
Pieczęć Ćwiercia (1841)

Wieś po raz pierwszy wzmiankowana była w 1568. W tymże roku Sebastian Stolcz pan na Naczęsławicach sprzedał majątki ziemskie w Ćwierciu i Rozkochowie hrabiowi Hansowi von Redern. Wieś i majątek ziemski Ćwiercie, ściśle związane z Rozkochowem, należały wraz z nim do zakonu norbertanek w Czarnowąsach.

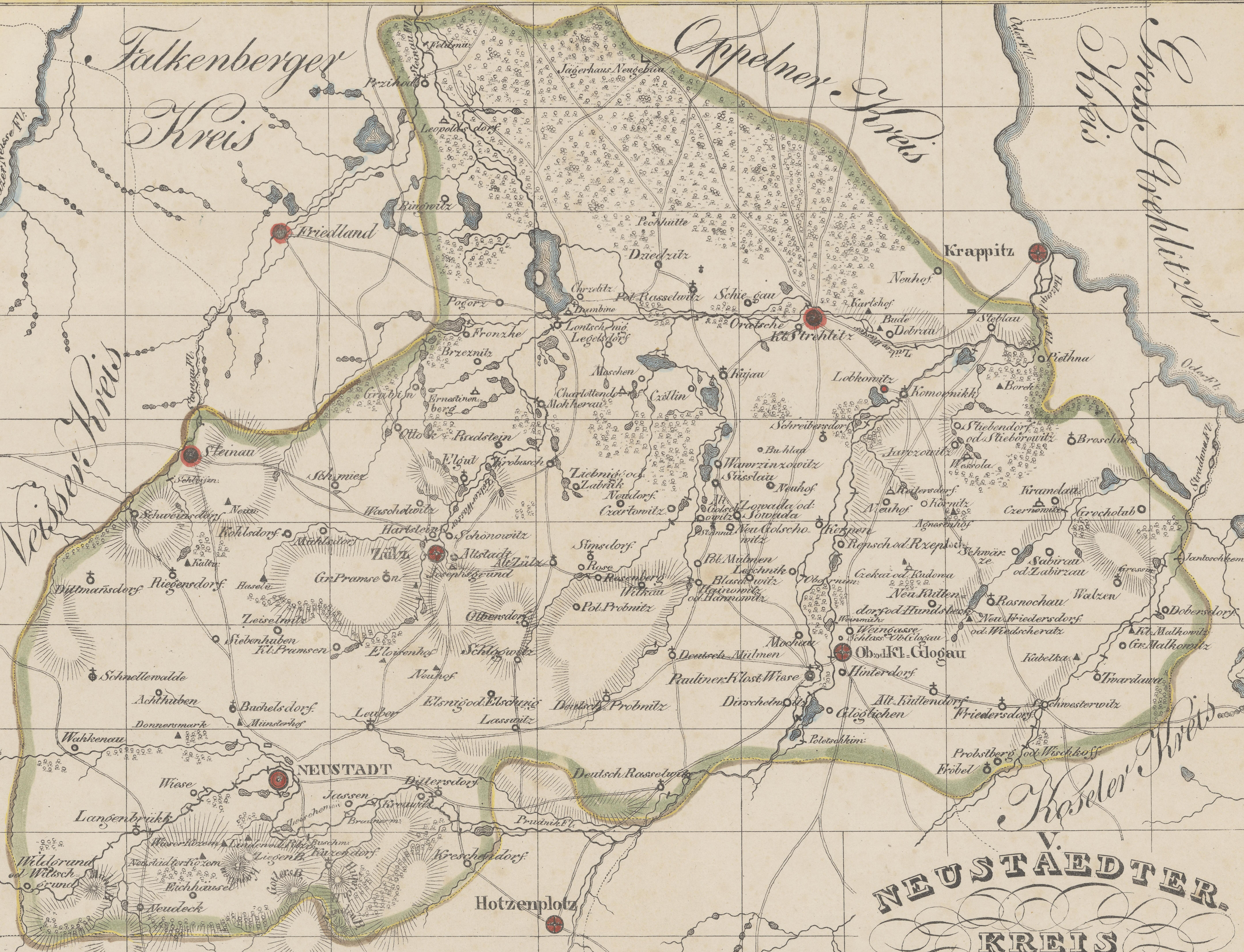
Ćwiercie (Schwärze) wśród miejscowości ziemi prudnickiej na mapie z XIX wieku

Do 1742 wieś należała do powiatu sądowego głogóweckiego w Monarchii Habsburgów. Po I wojnie śląskiej znalazła się w granicach Królestwa Prus i weszła w skład powiatu prudnickiego w prowincji Śląsk. W 1818 majątek Ćwiercie należał do zarządcy Winklera, który w 1825 sprzedał go hrabiemu von Harrachowi. Ten z kolei, po śmierci swojej żony, w 1853 sprzedał Rozkochów, Brzezinę, Ćwiercie i Zwiastowice hrabiemu Ernestowi von Seherr-Thoss. W 1864 majątek w Ćwierciu liczył 720 morgów gruntów ornych, 6 łąk, 4 ogrody, 28 pastwisk, 23 lasy i 2 stawy. Trzymano 20 wołów, 6 krów i 1000 owiec. We wsi mieszkało 8 zagrodników i 4 chałupników. Wieś posiadała swoją własną pieczęć, która przedstawiała w polu kościół, a w otoku napis: SCHWAERTZER […] / NEYSTAETER CREIS (pol. Gmina Ćwiercie / Powiat Prudnicki).

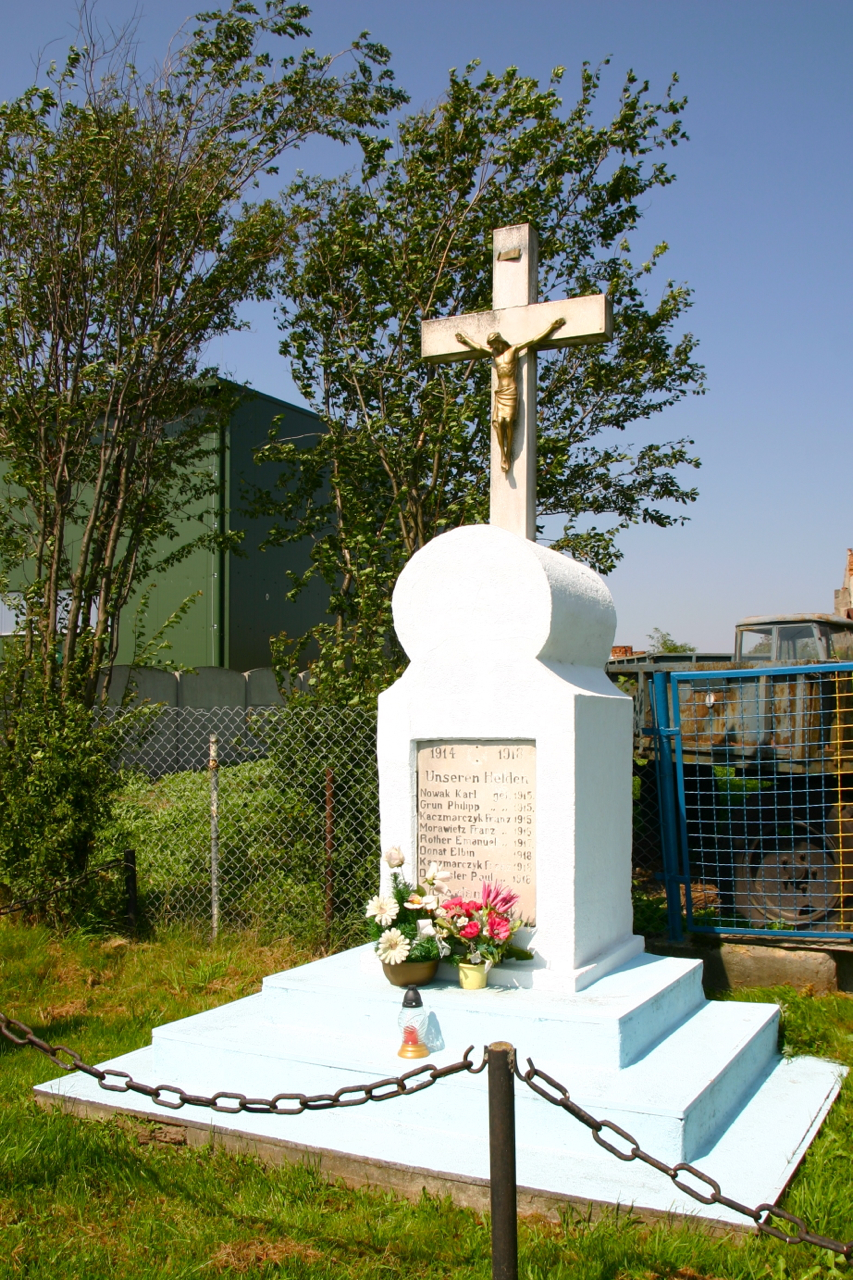
Pomnik poległych w I wojnie światowej

Według spisu ludności z 1 grudnia 1910, na 141 mieszkańców Ćwiercia 1 posługiwał się językiem niemieckim, a 140 językiem polskim. W 1921 w zasięgu plebiscytu na Górnym Śląsku znalazła się tylko część powiatu prudnickiego. Ćwiercie znalazło się po stronie wschodniej, w obszarze objętym plebiscytem. Do głosowania uprawnionych było w Ćwierciu 81 osób, z czego 63, ok. 77,8%, stanowili mieszkańcy (w tym 62, ok. 76,5% całości, mieszkańcy urodzeni w miejscowości). Oddano 79 głosów (ok. 97,5% uprawnionych), w tym 79 (100%) ważnych; za Niemcami głosowało 76 osób (96,2%), a za Polską 3 osoby (3,8%). W latach 20. XX wieku w Ćwierciu powstał pomnik upamiętniający mieszkańców wsi, którzy zginęli podczas I wojny światowej.
Po II wojnie światowej, od marca do maja 1945 powiat prudnicki znajdował się pod kontrolą radzieckiej komendantury wojskowej. 11 maja 1945 polska administracja przejęła władzę cywilną w powiecie prudnickim. Mieszkańcom Ćwiercia, posługującym się dialektem śląskim bądź znającym język polski, pozwolono pozostać we wsi po otrzymaniu polskiego obywatelstwa.
W latach 1945–1950 Ćwiercie należało do województwa śląskiego, a od 1950 do województwa opolskiego. W latach 1945–1954 wieś należała do gminy Walce, w latach 1954–1961 do gromady Rozkochów, a w latach 1961–1972 do gromady Walce. Podlegała urzędowi pocztowemu w Głogówku.
Do 1956 roku Ćwiercie należało do powiatu prudnickiego. W związku z reformą administracyjną, w 1956 Ćwiercie zostało odłączone od powiatu prudnickiego i przyłączone do nowo utworzonego krapkowickiego.

### Przynależność państwowa i administracyjna
| Okres     |                                                                                | Państwo               | Zwierzchnictwo               | Jednostka administracyjna                                                |
| --------- | ------------------------------------------------------------------------------ | --------------------- | ---------------------------- | ------------------------------------------------------------------------ |
| 1568–1742 | Monarchia Habsburgów                                                           | Monarchia Habsburgów  | Święte Cesarstwo Rzymskie    | księstwo opolsko-raciborskie, powiat sądowy głogówecki                   |
| 1742–1806 |                                                                                | Królestwo Prus        | Święte Cesarstwo Rzymskie    | kamera wrocławska, departament wrocławski, powiat prudnicki              |
| 1806–1815 |                                                                                | Królestwo Prus        | Królestwo Prus               | kamera wrocławska, departament wrocławski, powiat prudnicki              |
| 1815–1871 | prowincja Śląsk, rejencja opolska, powiat prudnicki                            | Królestwo Prus        | Królestwo Prus               |                                                                          |
| 1871–1918 | Cesarstwo Niemieckie                                                           | Cesarstwo Niemieckie  | Cesarstwo Niemieckie         | Królestwo Prus, prowincja Śląsk, rejencja opolska, powiat prudnicki      |
| 1918–1919 |                                                                                | Republika Weimarska   | Republika Weimarska          | Wolne Państwo Prusy, prowincja Śląsk, rejencja opolska, powiat prudnicki |
| 1919–1933 | Wolne Państwo Prusy, prowincja Górny Śląsk, rejencja opolska, powiat prudnicki | Republika Weimarska   | Republika Weimarska          |                                                                          |
| 1933–1938 | Wolne Państwo Prusy, prowincja Górny Śląsk, rejencja opolska, powiat prudnicki | III Rzesza            | III Rzesza                   | III Rzesza                                                               |
| 1938–1941 | Wolne Państwo Prusy, prowincja Śląsk, rejencja opolska, powiat prudnicki       | III Rzesza            | III Rzesza                   | III Rzesza                                                               |
| 1941–1945 | Wolne Państwo Prusy, prowincja Górny Śląsk, rejencja opolska, powiat prudnicki | III Rzesza            | III Rzesza                   | III Rzesza                                                               |
| 1945–1946 |                                                                                | Rzeczpospolita Polska | Rzeczpospolita Polska        | Okręg I (Śląsk Opolski)                                                  |
| 1946–1950 | województwo śląskie, powiat prudnicki, gmina Walce                             | Rzeczpospolita Polska | Rzeczpospolita Polska        |                                                                          |
| 1950–1952 | województwo opolskie, powiat prudnicki, gmina Walce                            | Rzeczpospolita Polska | Rzeczpospolita Polska        |                                                                          |
| 1952–1954 | województwo opolskie, powiat prudnicki, gmina Walce                            |                       | Polska Rzeczpospolita Ludowa | Polska Rzeczpospolita Ludowa                                             |
| 1954–1956 | województwo opolskie, powiat prudnicki, gromada Rozkochów                      |                       | Polska Rzeczpospolita Ludowa | Polska Rzeczpospolita Ludowa                                             |
| 1956–1961 | województwo opolskie, powiat krapkowicki, gromada Rozkochów                    |                       | Polska Rzeczpospolita Ludowa | Polska Rzeczpospolita Ludowa                                             |
| 1961–1973 | województwo opolskie, powiat krapkowicki, gromada Walce                        |                       | Polska Rzeczpospolita Ludowa | Polska Rzeczpospolita Ludowa                                             |
| 1973–1975 | województwo opolskie, powiat krapkowicki, gmina Walce                          |                       | Polska Rzeczpospolita Ludowa | Polska Rzeczpospolita Ludowa                                             |
| 1975–1989 | województwo opolskie, gmina Walce                                              |                       | Polska Rzeczpospolita Ludowa | Polska Rzeczpospolita Ludowa                                             |
| 1989–1998 | województwo opolskie, gmina Walce                                              | Polska                | Rzeczpospolita Polska        | Rzeczpospolita Polska                                                    |
| od 1999   | województwo opolskie, powiat krapkowicki, gmina Walce                          | Polska                | Rzeczpospolita Polska        | Rzeczpospolita Polska                                                    |

## Zabytki

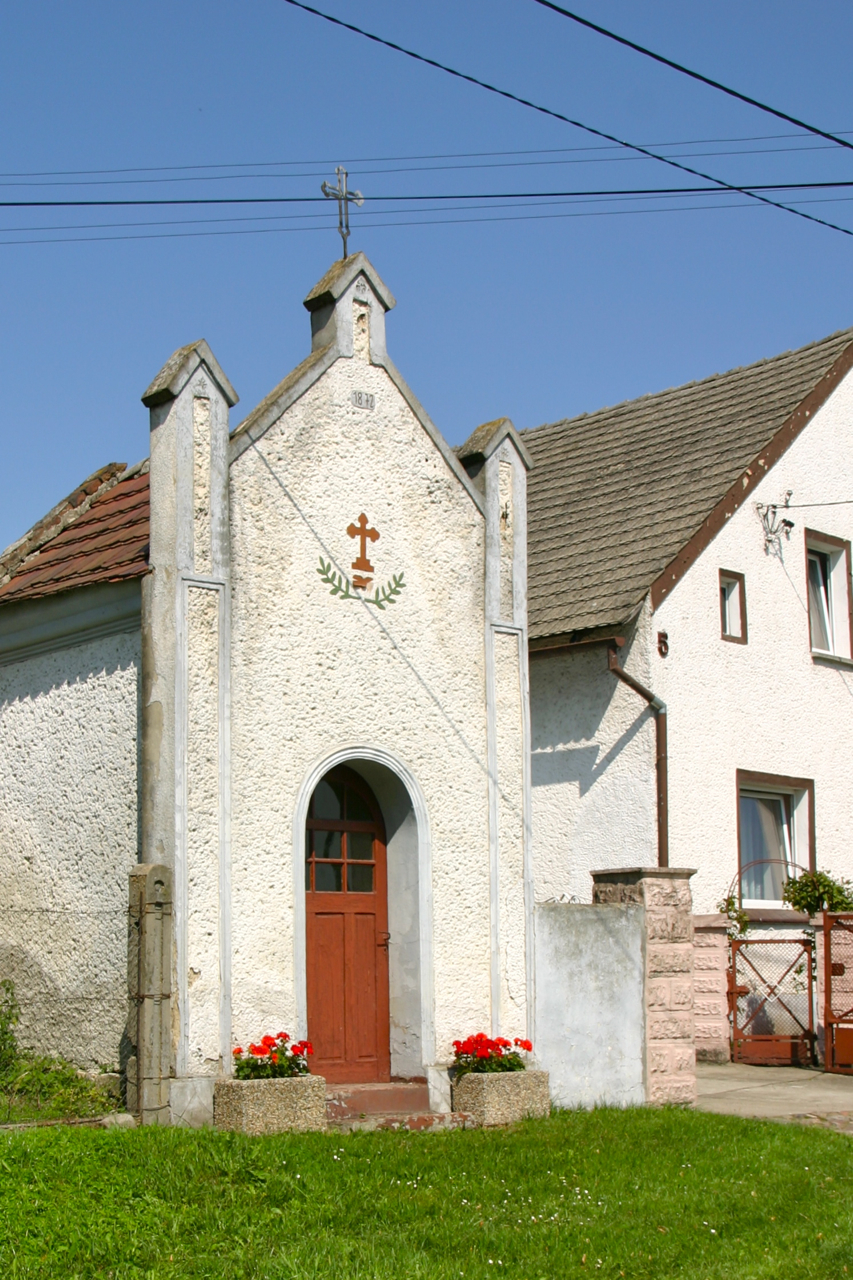
Kapliczka z 1872

Zgodnie z gminną ewidencją zabytków w Ćwierciu chroniona jest:
- kapliczka z 1872, koło domu nr 5

## Demografia
Na terenie wsi mieszka 1% mieszkańców gminy, a zajmuje ona 0,9% powierzchni gminy tj. 0,62 km², co czyni wioskę, najmniejszym sołectwem w gminie Walce.

### Liczba mieszkańców wsi
- 1871 – 77[20]
- 1885 – 74[21]
- 1905 – 141[22]
- 1910 – 141[10]
- 1933 – 136[23]
- 1939 – 119[23]
- 1966 – 70[24]
- 1998 – 68[3]
- 2002 – 63[3]
- 2009 – 54[3]
- 2011 – 54[3]
- 2015 – 58
- 2016 – 58
- 2017 – 58
- 2018 – 58
- 2019 – 59

## Religia
Katolicy z Ćwiercia należą do parafii św. Katarzyny Aleksandryjskiej w Rozkochowie (dekanat Głogówek).

## Turystyka
Oddział PTTK „Sudetów Wschodnich” w Prudniku ustanowił turystyczną Odznakę Krajoznawczą Ziemi Prudnickiej, którą zdobywa się poprzez zwiedzenie odpowiedniej liczby obiektów w miejscowościach położonych na ziemi prudnickiej, w tym w Ćwierciu.

## Bezpieczeństwo
Do 1998 bezpieczeństwo pożarowe w Ćwierciu było nadzorowane przez Komendę Rejonową PSP w Prudniku.
Miejscowość jest pod opieką dzielnicowego rejonu służbowego nr 7 Komendy Powiatowej Policji w Krapkowicach.
Teren wsi, jak i całej gminy Walce, położony jest w strefie nadgranicznej w związku z czym Straż Graniczna dysponuje, na tym obszarze, specjalnymi kompetencjami w zakresie bezpieczeństwa. Gminę Walce obejmuje zasięgiem służbowym placówka Straży Granicznej w Opolu ze Śląskiego Oddziału SG.